# Tylois trilunatus
Tylois trilunatus är en skalbaggsart som beskrevs av Sylvain Auguste de Marseul 1864. Tylois trilunatus ingår i släktet Tylois och familjen stumpbaggar. Inga underarter finns listade i Catalogue of Life.